# Sokhna Fatou Dia Sylla
Pour les articles homonymes, voir Sylla.
Sokhna Fatou Dia Sylla, née le 4 juin 1997 à Saint-Louis, est une joueuse de basket-ball sénégalaise.

## Carrière

### En club
Sokhna Fatou Dia Sylla joue au Saint-Louis Basket Club au Sénégal avant de rejoindre l'université Hakuoh au Japon. Elle joue depuis 2020 aux Toyota Antelopes (en) avec lequel elle est sacrée championne du Japon (en) en 2021 et en 2022. 

### En sélection
Elle dispute le Championnat du monde des moins de 19 ans 2013 en Lituanie, où l'équipe du Sénégal des moins de 19 ans termine 16e[Selon qui ?].
Elle est sélectionnée pour la première fois en équipe du Sénégal A pour le Championnat d'Afrique féminin de basket-ball 2021 au Cameroun, qui voit les Sénégalaises terminer à la quatrième place.